# Bahnstrecke Freienwalde–Zehden
| Kursbuchstrecke: | 110g (1934) 110h (1939) 125h (Bad Freienwalde (O) – Hohenwutzen 1946) |                                      |                                      |
| Streckenlänge: | 17,4 km                                                               |                                      |                                      |
| Spurweite: | 1435 mm (Normalspur)                                                  |                                      |                                      |
| Maximale Neigung: | 12,5 ‰                                                                |                                      |                                      |
| Minimaler Radius: | 250 m                                                                 |                                      |                                      |
| |                                                                       |                                      |                                      |
| \| \| \| von Wriezen \| \| \| \| 0,0 \| Bad Freienwalde (Oder) \| Bad Freienwalde (Oder) \| \| \| \| nach Eberswalde \| \| \| \| \| Alte Oder \| \| \| \| \| nach Angermünde \| \| \| \| 2,7 \| Schiffmühle \| Schiffmühle \| \| \| 3,9 \| Neuenhagen (Neum) Ziegeleien \| Neuenhagen (Neum) Ziegeleien \| \| \| 5,9 \| Neuenhagen (Neum) \| Neuenhagen (Neum) \| \| \| 8,1 \| Altglietzen \| Altglietzen \| \| \| 10,1 \| Hohenwutzen \| Hohenwutzen \| \| \| 10,4 \| Hohenwutzen von-Saldern-Brücke \| Hohenwutzen von-Saldern-Brücke \| \| \| \| Oder; Staatsgrenze Deutschland–Polen \| \| \| \| 11,0 \| Johannesmühle (Stary Kostrzynek) \| Johannesmühle (Stary Kostrzynek) \| \| \| 12,1 \| Niederwutzen (Osinów Dolny) \| Niederwutzen (Osinów Dolny) \| \| \| 14,8 \| Hagershorst (Jastrzębiec) \| Hagershorst (Jastrzębiec) \| \| \| 17,4 \| Zehden (Oder) (Cedynia) \| Zehden (Oder) (Cedynia) \| |                                                                       |                                      |                                      |
| Strecke |                                                                       | von Wriezen                          | von Wriezen                          |
| Bahnhof | 0,0                                                                   | Bad Freienwalde (Oder)               | Bad Freienwalde (Oder)               |
| Abzweig ehemals geradeaus und nach links |                                                                       | nach Eberswalde                      | nach Eberswalde                      |
| Brücke über Wasserlauf (Strecke außer Betrieb) |                                                                       | Alte Oder                            | Alte Oder                            |
| Abzweig geradeaus und nach links (Strecke außer Betrieb) |                                                                       | nach Angermünde                      | nach Angermünde                      |
| Haltepunkt / Haltestelle (Strecke außer Betrieb) | 2,7                                                                   | Schiffmühle                          | Schiffmühle                          |
| Haltepunkt / Haltestelle (Strecke außer Betrieb) | 3,9                                                                   | Neuenhagen (Neum) Ziegeleien         | Neuenhagen (Neum) Ziegeleien         |
| Haltepunkt / Haltestelle (Strecke außer Betrieb) | 5,9                                                                   | Neuenhagen (Neum)                    | Neuenhagen (Neum)                    |
| Haltepunkt / Haltestelle (Strecke außer Betrieb) | 8,1                                                                   | Altglietzen                          | Altglietzen                          |
| Bahnhof (Strecke außer Betrieb) | 10,1                                                                  | Hohenwutzen                          | Hohenwutzen                          |
| Haltepunkt / Haltestelle (Strecke außer Betrieb) | 10,4                                                                  | Hohenwutzen von-Saldern-Brücke       | Hohenwutzen von-Saldern-Brücke       |
| Grenze auf Brücke über Wasserlauf (Strecke außer Betrieb) |                                                                       | Oder; Staatsgrenze Deutschland–Polen | Oder; Staatsgrenze Deutschland–Polen |
| Haltepunkt / Haltestelle (Strecke außer Betrieb) | 11,0                                                                  | Johannesmühle (Stary Kostrzynek)     | Johannesmühle (Stary Kostrzynek)     |
| Haltepunkt / Haltestelle (Strecke außer Betrieb) | 12,1                                                                  | Niederwutzen (Osinów Dolny)          | Niederwutzen (Osinów Dolny)          |
| Haltepunkt / Haltestelle (Strecke außer Betrieb) | 14,8                                                                  | Hagershorst (Jastrzębiec)            | Hagershorst (Jastrzębiec)            |
| Kopfbahnhof Streckenende (Strecke außer Betrieb) | 17,4                                                                  | Zehden (Oder) (Cedynia)              | Zehden (Oder) (Cedynia)              |

Die Bahnstrecke Freienwalde–Zehden war eine Nebenbahn in Brandenburg, die ursprünglich durch die Kleinbahn Freienwalde-Zehden AG erbaut und betrieben wurde. Sie verband die Orte Bad Freienwalde (Oder) und Zehden, das heute polnische Cedynia, miteinander. Nach 1945 wurde die Strecke auf Grund der Oder-Neiße-Linie als neuer Grenze unterbrochen. Der Betrieb ruht seit Mitte der 1960er Jahre.

## Geschichte
Die Kleinbahn Freienwalde-Zehden AG wurde am 28. Juli 1928 in Berlin gegründet. An ihr war ausschließlich die öffentliche Hand beteiligt. Etwa je ein Viertel der Aktien übernahmen das Deutsche Reich, der Freistaat Preußen, die Provinz Brandenburg und der Landkreis Königsberg Nm., zu dem der überwiegende Teil der Strecke – auch auf dem linken Oderufer – gehörte.
Nach jahrzehntelangen vergeblichen Bemühungen war man nun endlich dem Ziel nahe, eine normalspurige Kleinbahn von Bad Freienwalde über die Oder hinüber zu bauen und die Kleinstadt Zehden an den Schienenverkehr anzuschließen. Nachdem schon ab 13. September 1929 Güterverkehr – als Privatanschlussbahn – bis Hohenwutzen bedient worden war, konnte die fast 18 Kilometer lange Strecke erst am 5. Oktober 1930 für den öffentlichen Verkehr durchgehend eröffnet werden. Grund für die Verzögerung waren Schwierigkeiten bei der Benutzung der Von-Saldern-Brücke, der Straßenbrücke über die Oder, durch die Kleinbahn.
Die Betriebsführung übernahm das Landesverkehrsamt Brandenburg in Potsdam und richtete eine Bahnverwaltung in Zehden ein. Für den Betrieb erwarb die Landesverkehrsdirektion bei der AEG eine 1C-Heißdampf-Tenderlokomotive, die im April 1929 geliefert wurde. Diese Lokomotive war mit einer Zugkraft von 7250 kg und einer Höchstgeschwindigkeit von 60 km/h für die Beförderung von leichten Personen- und Güterzügen geeignet. Bereits 1935 wurde diese Lok an die Brandenburgische Städtebahn veräußert, die eine baugleiche Maschine besaß.
Mit einem Fahrzeugpark, der 1939 aus einer Dampflok, einem Triebwagen sowie zwei Personenwagen, einem Pack- und einem Güterwagen bestand, wurden im ersten Jahrzehnt immerhin pro Tag sechs bis sieben Personenzugfahrten ausgeführt. Für den Güterverkehr war bedeutsam, dass bei Johannesmühle 1936 ein Zellstoffwerk mit einer eigenen Anschlussbahn errichtet wurde.
Zum Ende des Zweiten Weltkrieges flüchtete ein Zug von Eisenbahnern der Kleinbahn mit ihren Familien ins schleswig-holsteinische Trittau. Mit dem Kriegsende wurde die Oderbrücke der Kleinbahn gesprengt und der östliche Abschnitt nicht mehr befahren. Neue Endstation war der Bahnhof Hohenwutzen. Auch hier im Westteil musste vor dem Wiederbeginn der Fahrten die Brücke über die Alte Oder repariert werden; dann aber war der Betrieb wegen starker Hochwasserschäden im Oderbruch zwischen dem 25. März 1947 und dem 8. Oktober 1950 noch einmal für längere Zeit unterbrochen.
Im Kursbuch sind für das noch zehn Kilometer lange Reststück 1946 nur zwei und 1965 vier Zugpaare verzeichnet. In dieser Zeit gehörte die Bahn den Landesbahnen Brandenburg und ab 1. April 1949 der Deutschen Reichsbahn. Diese führte den Personenverkehr bis zum 27. Juni 1965 und den Güterverkehr bis zum 22. Mai 1966 durch; offizielles Stilllegungsdatum ist der 1. März 1967.